# Baby-Brokkoli
Baby-Brokkoli ist ein Oberbegriff für mehrere, ähnlich aussehende Varianten von Brokkoli.
Trotz ihrer deutlichen Unterschiede werden diese Varianten in Rezepten oft nur summarisch unter Bezeichnungen wie „Baby-Brokkoli“, „Spargelbrokkoli“ oder markenähnlichen Namen wie „Brokkolini“ aufgeführt.
Der internationale PLU-Code von Baby-Brokkoli ist PLU 3277 („Baby Broccoli“).
Eine der meistverbreiteten Varianten ist eine Kreuzung von Brokkoli (Brassica oleracea var. italica) und Kai-lan (Brassica oleracea var. alboglabra), die 1993 von der japanischen Firma Sakata Seed Corporation in Yokohama erfolgreich gezüchtet wurde und außerhalb Japan unter den Marken „Bimi“, „Broccolini“, und „Tenderstem“ vermarktet wird.
In Japan ist Baby-Brokkoli heute unter der Bezeichnung „Stangenbrokkoli“ („Stangenbroccoli“) bekannt und unter der Handelsbezeichnung als „Stick Señor“ vermarktet.
Ebenfalls weite Verbreitung haben Varianten gefunden, die unter den Namen „Spargoli“ und „Bellaverde Sibsey“ sowie zahlreichen weiteren Markenbezeichnungen vermarktet werden.